# Lista campionilor la simplu masculin US Open
Campionatul US Open de simplu masculin este un turneu anual de tenis care face parte din US Open și a fost înființat în 1881. Se joacă pe terenuri dure în aer liber la USTA Billie Jean King National Tennis Center din Flushing Meadows - Corona Park, New York City, Statele Unite.
US Open se joacă pe o perioadă de două săptămâni la sfârșitul lunii august și la începutul lunii septembrie și este din punct de vedere cronologic ultimul dintre cele patru turnee de Grand Slam din sezonul de tenis încă din 1987. Newport (1881–1914), Forest Hills (1915–1920, 1924–1977) și Philadelphia (1921–1923) au organizat evenimentul înainte de a se stabili în 1978 la Centrul Național de Tenis USTA, astăzi Centrul Național de Tenis Billie Jean King al USTA, în New York.
Turneul inaugural, în 1881, a fost rezervat pentru membrii clubului Asociației Naționale a tenisului Statele Unite ale Americii (USTA), înainte de campionatele deschise concurenților internaționali în 1882. USTA este organismul național care organizează acest eveniment.

## Campioni
| Concurență regulată                                    |
| Eveniment numai pentru membrii clubului USNLTA *       |
| Campion, câștigătorul rundei de provocare ‡            |
| Campion în apărare, câștigătorul rundei de provocare † |
| Campion, nici o rundă de provocare ◊                   |

### Campionatele Naționale ale SUA

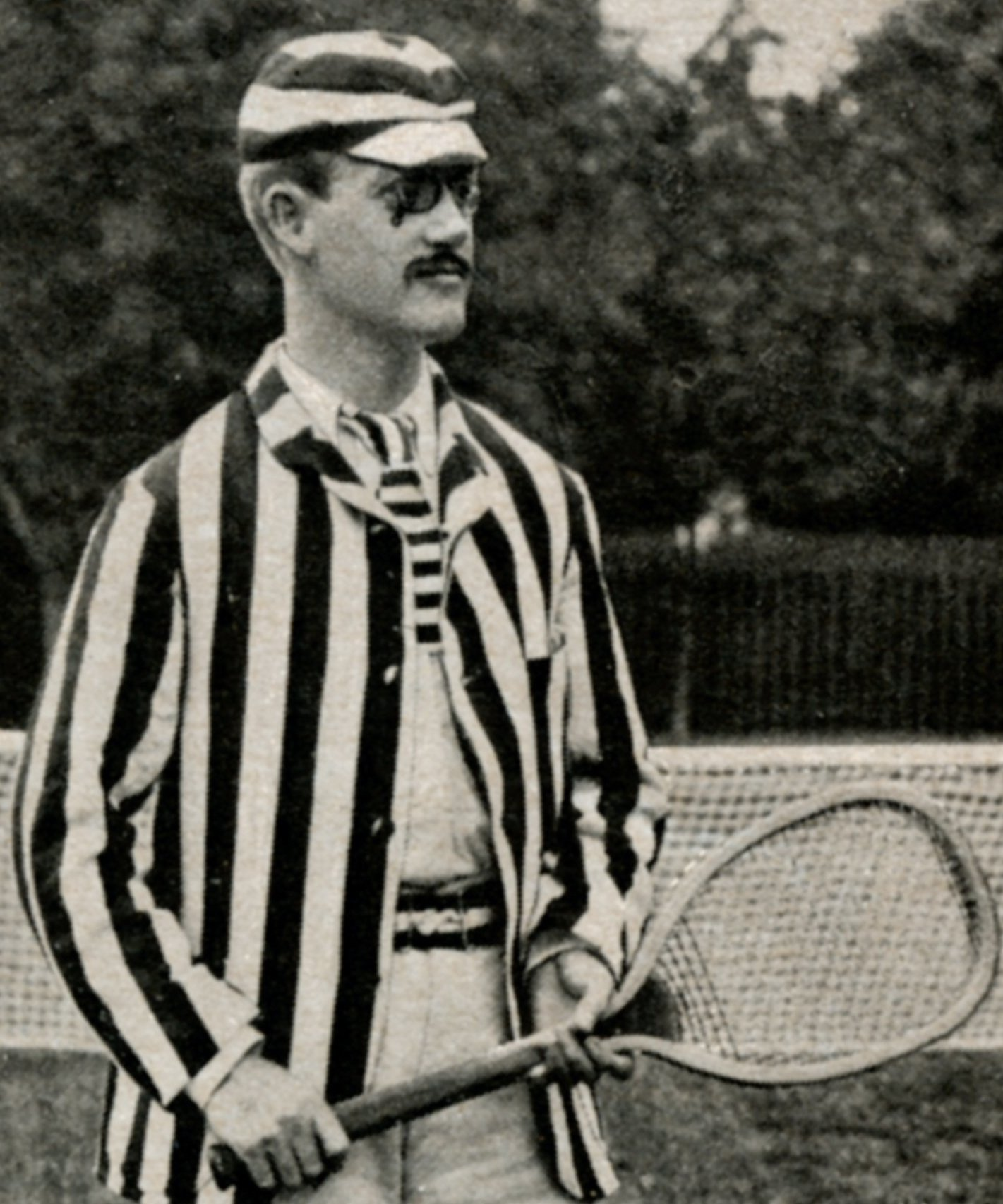
Richard Sears, campionul primelor șapte ediții ale Campionatelor SUA.

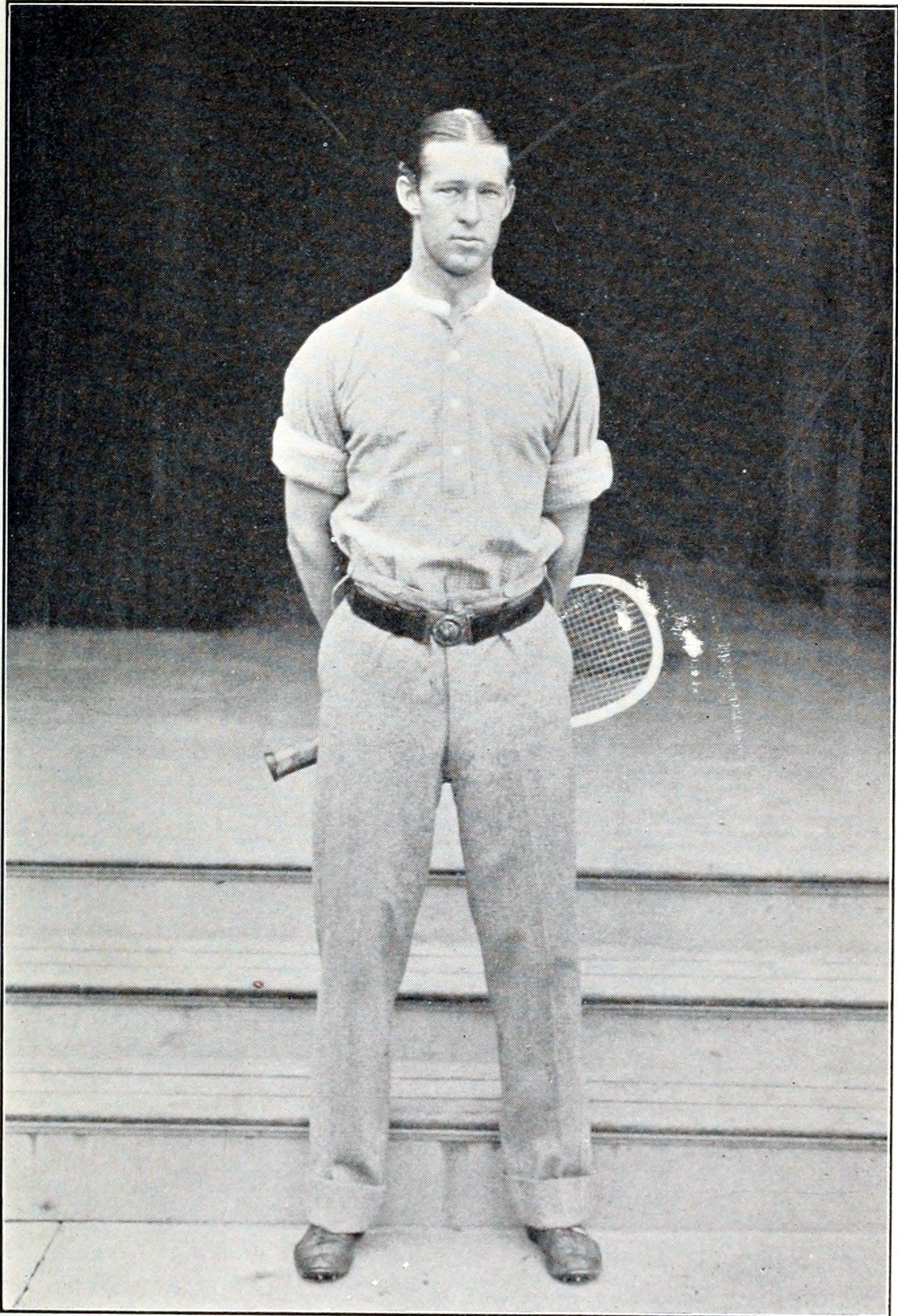
William Larned a fost al doilea om care a câștigat șapte titluri la acest eveniment sportiv.

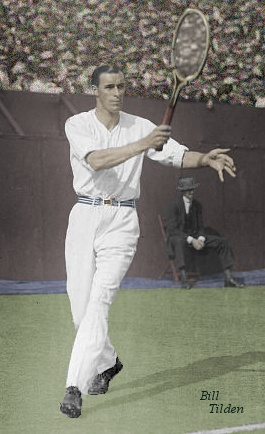
Tilden a câștigat șase titluri consecutive și șapte campionate de rundă fără provocări în total, un record al tuturor timpurilor.

| An   | Țară | Campion                 | Țară | Finalist                   | Scor în finală            |
| ---- | ---- | ----------------------- | ---- | -------------------------- | ------------------------- |
| 1881 | USA  | Richard Sears *         | GBR  | William Glyn               | 6–0, 6–3, 6–2             |
| 1882 | USA  | Richard Sears           | USA  | Clarence Clark             | 6–1, 6–4, 6–0             |
| 1883 | USA  | Richard Sears           | USA  | James Dwight               | 6–2, 6–0, 9–7             |
| 1884 | USA  | Richard Sears †         | USA  | Howard Taylor              | 6–0, 1–6, 6–0, 6–2        |
| 1885 | USA  | Richard Sears †         | USA  | Godfrey Brinley            | 6–3, 4–6, 6–0, 6–3        |
| 1886 | USA  | Richard Sears †         | USA  | Robert Livingston Beeckman | 4–6, 6–1, 6–3, 6–4        |
| 1887 | USA  | Richard Sears †         | USA  | Henry Slocum               | 6–1, 6–3, 6–2             |
| 1888 | USA  | Henry Slocum ◊          | USA  | Howard Taylor              | 6–4, 6–1, 6–0             |
| 1889 | USA  | Henry Slocum †          | USA  | Quincy Shaw                | 6–3, 6–1, 4–6, 6–2        |
| 1890 | USA  | Oliver Campbell ‡       | USA  | Henry Slocum               | 6–2, 4–6, 6–3, 6–1        |
| 1891 | USA  | Oliver Campbell †       | USA  | Clarence Hobart            | 2–6, 7–5, 7–9, 6–1, 6–2   |
| 1892 | USA  | Oliver Campbell †       | USA  | Frederick Hovey            | 7–5, 3–6, 6–3, 7–5        |
| 1893 | USA  | Robert Wrenn ◊          | USA  | Frederick Hovey            | 6–4, 3–6, 6–4, 6–4        |
| 1894 | USA  | Robert Wrenn †          | GBR  | Manliffe Goodbody          | 6–8, 6–1, 6–4, 6–4        |
| 1895 | USA  | Frederick Hovey ‡       | USA  | Robert Wrenn               | 6–3, 6–2, 6–4             |
| 1896 | USA  | Robert Wrenn ‡          | USA  | Frederick Hovey            | 7–5, 3–6, 6–0, 1–6, 6–1   |
| 1897 | USA  | Robert Wrenn †          | GBR  | Wilberforce Eaves          | 4–6, 8–6, 6–3, 2–6, 6–2   |
| 1898 | USA  | Malcolm Whitman ◊       | USA  | Dwight Davis               | 3–6, 6–2, 6–2, 6–1        |
| 1899 | USA  | Malcolm Whitman †       | USA  | Jahial Parmly Paret        | 6–1, 6–2, 3–6, 7–5        |
| 1900 | USA  | Malcolm Whitman †       | USA  | William Larned             | 6–4, 1–6, 6–2, 6–2        |
| 1901 | USA  | William Larned ◊        | USA  | Beals Wright               | 6–2, 6–8, 6–4, 6–4        |
| 1902 | USA  | William Larned †        | GBR  | Reginald Doherty           | 4–6, 6–2, 6–4, 8–6        |
| 1903 | GBR  | Laurence Doherty ‡      | USA  | William Larned             | 6–0, 6–3, 10–8            |
| 1904 | USA  | Holcombe Ward ◊         | USA  | William Clothier           | 10–8, 6–4, 9–7            |
| 1905 | USA  | Beals Wright ‡          | USA  | Holcombe Ward              | 6–2, 6–1, 11–9            |
| 1906 | USA  | William Clothier ‡      | USA  | Beals Wright               | 6–3, 6–0, 6–4             |
| 1907 | USA  | William Larned ◊        | USA  | Robert LeRoy               | 6–2, 6–2, 6–4             |
| 1908 | USA  | William Larned †        | USA  | Beals Wright               | 6–1, 6–2, 8–6             |
| 1909 | USA  | William Larned †        | USA  | William Clothier           | 6–1, 6–2, 5–7, 1–6, 6–1   |
| 1910 | USA  | William Larned †        | USA  | Tom Bundy                  | 6–1, 5–7, 6–0, 6–8, 6–1   |
| 1911 | USA  | William Larned †        | USA  | Maurice McLoughlin         | 6–4, 6–4, 6–2             |
| 1912 | USA  | Maurice McLoughlin      | USA  | Wallace Johnson            | 3–6, 2–6, 6–2, 6–4, 6–2   |
| 1913 | USA  | Maurice McLoughlin      | USA  | Richard Norris Williams    | 6–4, 5–7, 6–3, 6–1        |
| 1914 | USA  | Richard Norris Williams | USA  | Maurice McLoughlin         | 6–3, 8–6, 10–8            |
| 1915 | USA  | Bill Johnston           | USA  | Maurice McLoughlin         | 1–6, 6–0, 7–5, 10–8       |
| 1916 | USA  | Richard Norris Williams | USA  | Bill Johnston              | 4–6, 6–4, 0–6, 6–2, 6–4   |
| 1917 | USA  | Robert Lindley Murray   | USA  | Nathaniel Niles            | 5–7, 8–6, 6–3, 6–3        |
| 1918 | USA  | Robert Lindley Murray   | USA  | Bill Tilden                | 6–3, 6–1, 7–5             |
| 1919 | USA  | Bill Johnston           | USA  | Bill Tilden                | 6–4, 6–4, 6–3             |
| 1920 | USA  | Bill Tilden             | USA  | Bill Johnston              | 6–1, 1–6, 7–5, 5–7, 6–3   |
| 1921 | USA  | Bill Tilden             | USA  | Wallace Johnson            | 6–1, 6–3, 6–1             |
| 1922 | USA  | Bill Tilden             | USA  | Bill Johnston              | 4–6, 3–6, 6–2, 6–3, 6–4   |
| 1923 | USA  | Bill Tilden             | USA  | Bill Johnston              | 6–4, 6–1, 6–4             |
| 1924 | USA  | Bill Tilden             | USA  | Bill Johnston              | 6–1, 9–7, 6–2             |
| 1925 | USA  | Bill Tilden             | USA  | Bill Johnston              | 4–6, 11–9, 6–3, 4–6, 6–3  |
| 1926 | FRA  | René Lacoste            | FRA  | Jean Borotra               | 6–4, 6–0, 6–4             |
| 1927 | FRA  | René Lacoste            | USA  | Bill Tilden                | 11–9, 6–3, 11–9           |
| 1928 | FRA  | Henri Cochet            | USA  | Francis Hunter             | 4–6, 6–4, 3–6, 7–5, 6–3   |
| 1929 | USA  | Bill Tilden             | USA  | Francis Hunter             | 3–6, 6–3, 4–6, 6–2, 6–4   |
| 1930 | USA  | John Doeg               | USA  | Frank Shields              | 10–8, 1–6, 6–4, 16–14     |
| 1931 | USA  | Ellsworth Vines         | USA  | George Lott                | 7–9, 6–3, 9–7, 7–5        |
| 1932 | USA  | Ellsworth Vines         | FRA  | Henri Cochet               | 6–4, 6–4, 6–4             |
| 1933 | GBR  | Fred Perry              | AUS  | Jack Crawford              | 6–3, 11–13, 4–6, 6–0, 6–1 |
| 1934 | GBR  | Fred Perry              | USA  | Wilmer Allison             | 6–4, 6–3, 3–6, 1–6, 8–6   |
| 1935 | USA  | Wilmer Allison          | USA  | Sidney Wood                | 6–2, 6–2, 6–3             |
| 1936 | GBR  | Fred Perry              | USA  | Don Budge                  | 2–6, 6–2, 8–6, 1–6, 10–8  |
| 1937 | USA  | Don Budge               | GER  | Gottfried von Cramm        | 6–1, 7–9, 6–1, 3–6, 6–1   |
| 1938 | USA  | Don Budge               | USA  | Gene Mako                  | 6–3, 6–8, 6–2, 6–1        |
| 1939 | USA  | Bobby Riggs             | USA  | Welby Van Horn             | 6–4, 6–2, 6–4             |
| 1940 | USA  | Don McNeill             | USA  | Bobby Riggs                | 4–6, 6–8, 6–3, 6–3, 7–5   |
| 1941 | USA  | Bobby Riggs             | USA  | Frank Kovacs               | 5–7, 6–1, 6–3, 6–3        |
| 1942 | USA  | Ted Schroeder           | USA  | Frank Parker               | 8–6, 7–5, 3–6, 4–6, 6–2   |
| 1943 | USA  | Joseph Hunt             | USA  | Jack Kramer                | 6–3, 6–8, 10–8, 6–0       |
| 1944 | USA  | Frank Parker            | USA  | Bill Talbert               | 6–4, 3–6, 6–3, 6–3        |
| 1945 | USA  | Frank Parker            | USA  | Bill Talbert               | 14–12, 6–1, 6–2           |
| 1946 | USA  | Jack Kramer             | USA  | Tom Brown                  | 9–7, 6–3, 6–0             |
| 1947 | USA  | Jack Kramer             | USA  | Frank Parker               | 4–6, 2–6, 6–1, 6–0, 6–3   |
| 1948 | USA  | Pancho Gonzales         | RSA  | Eric Sturgess              | 6–2, 6–3, 14–12           |
| 1949 | USA  | Pancho Gonzales         | USA  | Ted Schroeder              | 16–18, 2–6, 6–1, 6–2, 6–4 |
| 1950 | USA  | Arthur Larsen           | USA  | Herbert Flam               | 6–3, 4–6, 5–7, 6–4, 6–3   |
| 1951 | AUS  | Frank Sedgman           | USA  | Vic Seixas                 | 6–4, 6–1, 6–1             |
| 1952 | AUS  | Frank Sedgman           | USA  | Gardnar Mulloy             | 6–1, 6–2, 6–3             |
| 1953 | USA  | Tony Trabert            | USA  | Vic Seixas                 | 6–3, 6–2, 6–3             |
| 1954 | USA  | Vic Seixas              | AUS  | Rex Hartwig                | 3–6, 6–2, 6–4, 6–4        |
| 1955 | USA  | Tony Trabert            | AUS  | Ken Rosewall               | 9–7, 6–3, 6–3             |
| 1956 | AUS  | Ken Rosewall            | AUS  | Lew Hoad                   | 4–6, 6–2, 6–3, 6–3        |
| 1957 | AUS  | Malcolm Anderson        | AUS  | Ashley Cooper              | 10–8, 7–5, 6–4            |
| 1958 | AUS  | Ashley Cooper           | AUS  | Malcolm Anderson           | 6–2, 3–6, 4–6, 10–8, 8–6  |
| 1959 | AUS  | Neale Fraser            | USA  | Alex Olmedo                | 6–3, 5–7, 6–2, 6–4        |
| 1960 | AUS  | Neale Fraser            | AUS  | Rod Laver                  | 6–4, 6–4, 9–7             |
| 1961 | AUS  | Roy Emerson             | AUS  | Rod Laver                  | 7–5, 6–3, 6–2             |
| 1962 | AUS  | Rod Laver               | AUS  | Roy Emerson                | 6–2, 6–4, 5–7, 6–4        |
| 1963 | MEX  | Rafael Osuna            | USA  | Frank Froehling            | 7–5, 6–4, 6–2             |
| 1964 | AUS  | Roy Emerson             | AUS  | Fred Stolle                | 6–4, 6–2, 6–4             |
| 1965 | ESP  | Manuel Santana          | RSA  | Cliff Drysdale             | 6–2, 7–9, 7–5, 6–1        |
| 1966 | AUS  | Fred Stolle             | AUS  | John Newcombe              | 4–6, 12–10, 6–3, 6–4      |
| 1967 | AUS  | John Newcombe           | USA  | Clark Graebner             | 6–4, 6–4, 8–6             |

### US Open

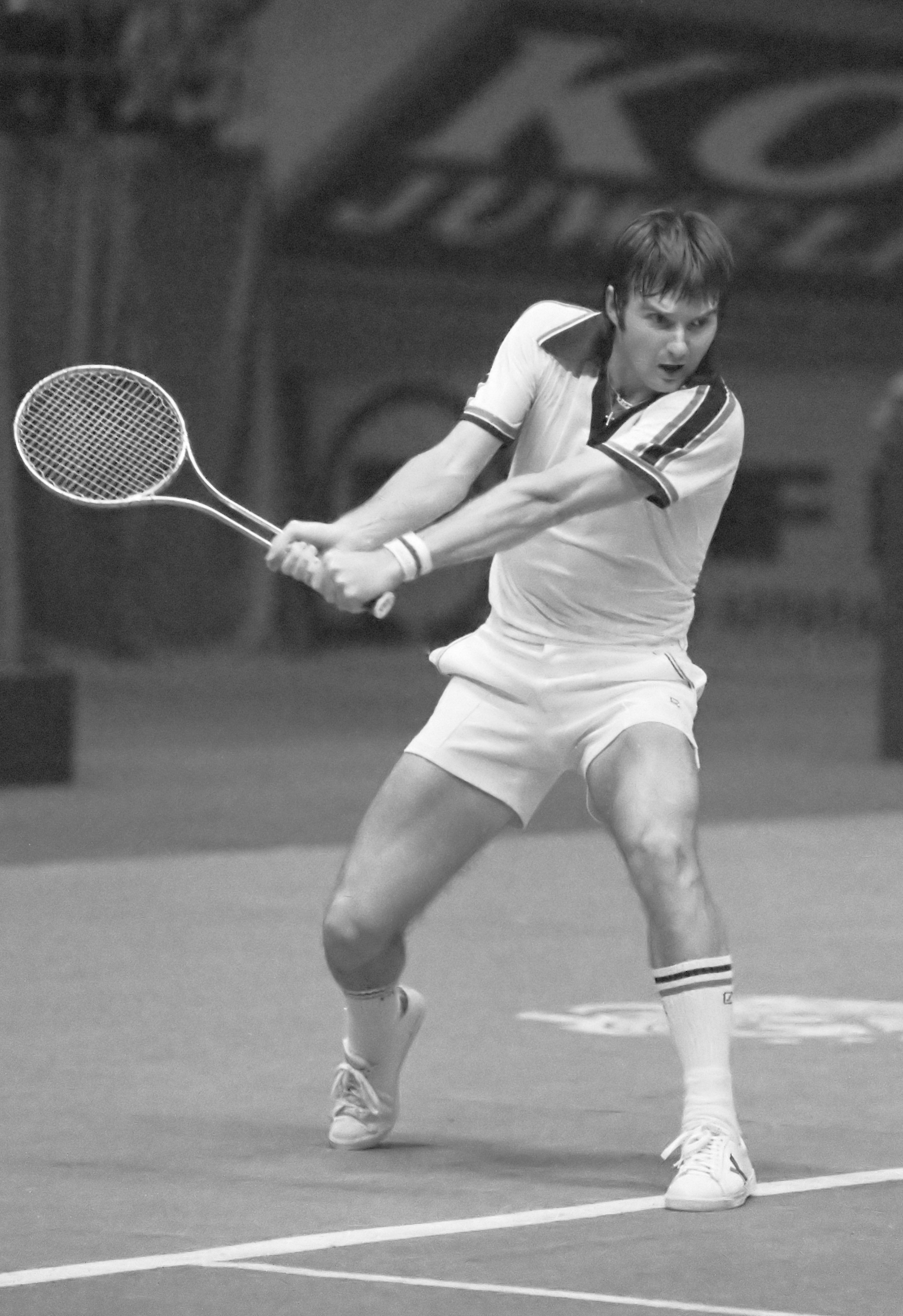
Jimmy Connors a câștigat US Open de cinci ori pe trei suprafețe diferite.

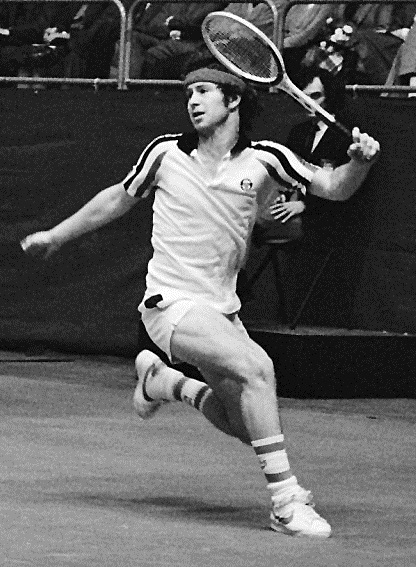
John McEnroe câștigat patru dintre cele șapte titluri de Grand Slam ale sale la US Open.

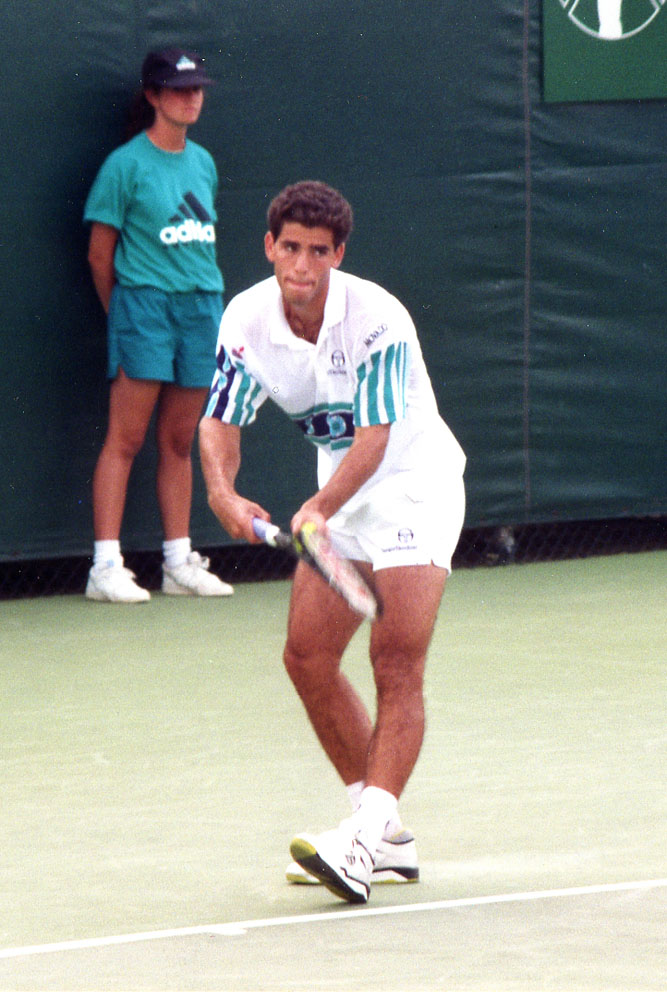
Pete Sampras a câștigat cinci titluri la New York.

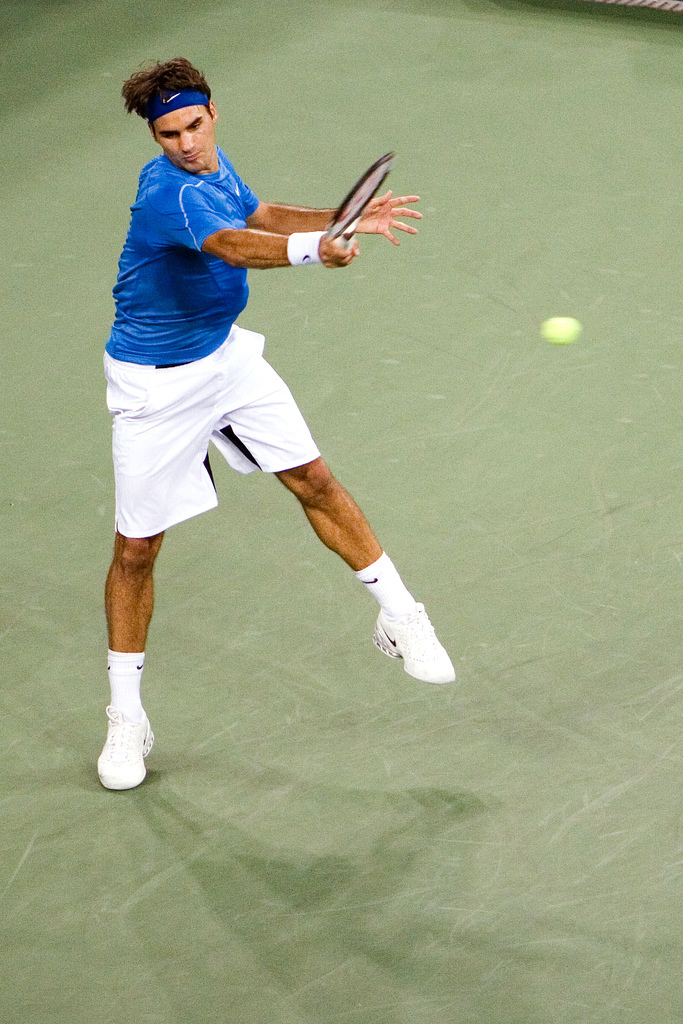
Roger Federer a câștigat un record de cinci titluri consecutive între 2004 și 2008.

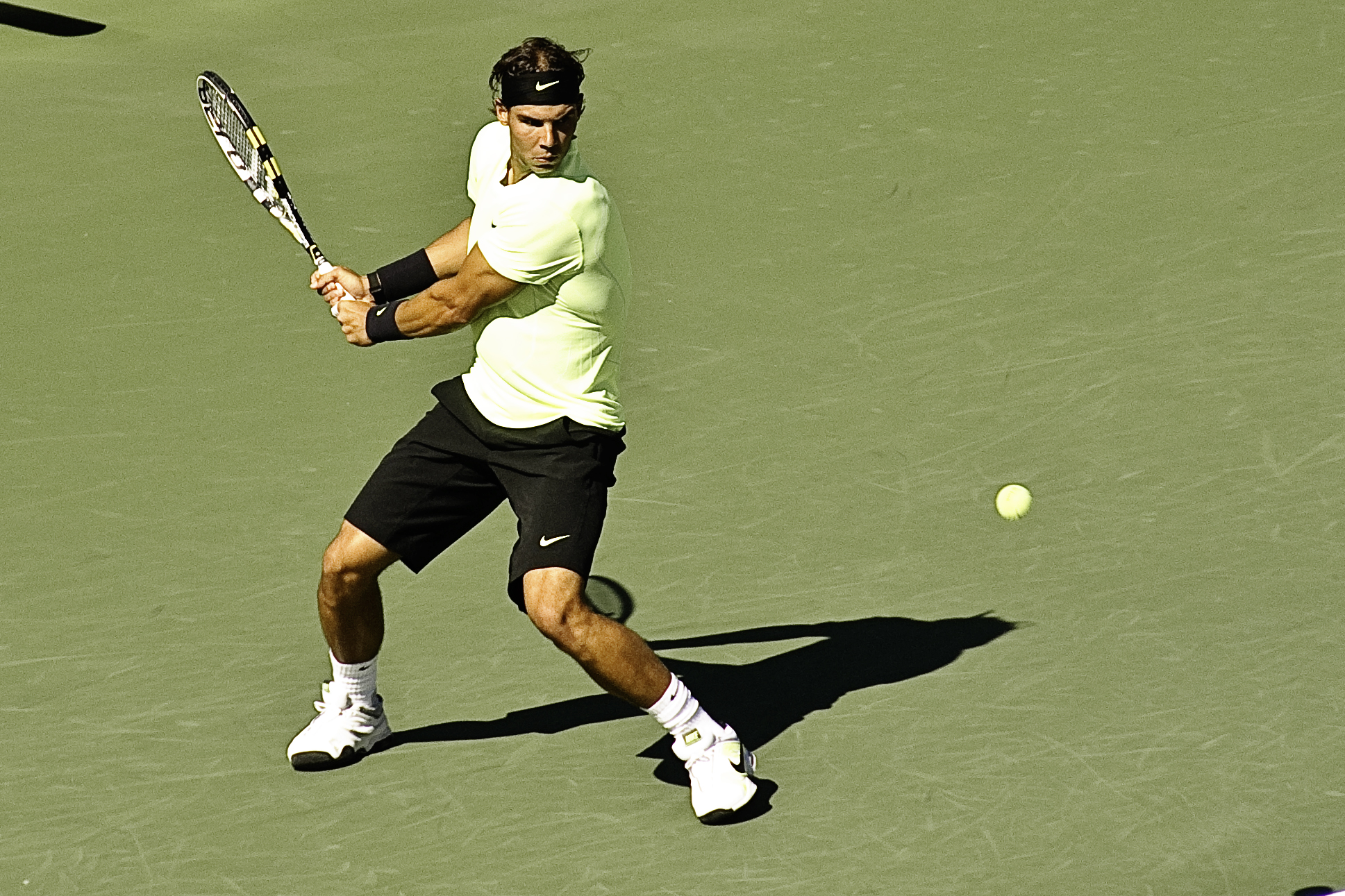
Rafael Nadal a câștigat patru titluri în deceniul 2010.

| An   | Țară | Campion               | Țară      | Finalist              | Scor în finală                    |
| ---- | ---- | --------------------- | --------- | --------------------- | --------------------------------- |
| 1968 | USA  | Arthur Ashe           | NED       | Tom Okker             | 14–12, 5–7, 6–3, 3–6, 6–3         |
| 1969 | AUS  | Rod Laver             | AUS       | Tony Roche            | 7–9, 6–1, 6–2, 6–2                |
| 1970 | AUS  | Ken Rosewall          | AUS       | Tony Roche            | 2–6, 6–4, 7–6(5–2), 6–3           |
| 1971 | USA  | Stan Smith            | TCH       | Jan Kodeš             | 3–6, 6–3, 6–2, 7–6(5–3)           |
| 1972 | ROM  | Ilie Năstase          | USA       | Arthur Ashe           | 3–6, 6–3, 6–7(1–5), 6–4, 6–3      |
| 1973 | AUS  | John Newcombe         | TCH       | Jan Kodeš             | 6–4, 1–6, 4–6, 6–2, 6–3           |
| 1974 | USA  | Jimmy Connors         | AUS       | Ken Rosewall          | 6–1, 6–0, 6–1                     |
| 1975 | ESP  | Manuel Orantes        | USA       | Jimmy Connors         | 6–4, 6–3, 6–3                     |
| 1976 | USA  | Jimmy Connors         | SWE       | Björn Borg            | 6–4, 3–6, 7–6(11–9), 6–4          |
| 1977 | ARG  | Guillermo Vilas       | USA       | Jimmy Connors         | 2–6, 6–3, 7–6(7–4), 6–0           |
| 1978 | USA  | Jimmy Connors         | SWE       | Björn Borg            | 6–4, 6–2, 6–2                     |
| 1979 | USA  | John McEnroe          | USA       | Vitas Gerulaitis      | 7–5, 6–3, 6–3                     |
| 1980 | USA  | John McEnroe          | SWE       | Björn Borg            | 7–6(7–4), 6–1, 6–7(5–7), 5–7, 6–4 |
| 1981 | USA  | John McEnroe          | SWE       | Björn Borg            | 4–6, 6–2, 6–4, 6–3                |
| 1982 | USA  | Jimmy Connors         | TCH       | Ivan Lendl            | 6–3, 6–2, 4–6, 6–4                |
| 1983 | USA  | Jimmy Connors         | TCH       | Ivan Lendl            | 6–3, 6–7(2–7), 7–5, 6–0           |
| 1984 | USA  | John McEnroe          | TCH       | Ivan Lendl            | 6–3, 6–4, 6–1                     |
| 1985 | TCH  | Ivan Lendl            | USA       | John McEnroe          | 7–6(7–1), 6–3, 6–4                |
| 1986 | TCH  | Ivan Lendl            | TCH       | Miloslav Mečíř        | 6–4, 6–2, 6–0                     |
| 1987 | TCH  | Ivan Lendl            | SWE       | Mats Wilander         | 6–7(7–9), 6–0, 7–6(7–4), 6–4      |
| 1988 | SWE  | Mats Wilander         | TCH       | Ivan Lendl            | 6–4, 4–6, 6–3, 5–7, 6–4           |
| 1989 | FRG  | Boris Becker          | TCH       | Ivan Lendl            | 7–6(7–2), 1–6, 6–3, 7–6(7–4)      |
| 1990 | USA  | Pete Sampras          | USA       | Andre Agassi          | 6–4, 6–3, 6–2                     |
| 1991 | SWE  | Stefan Edberg         | USA       | Jim Courier           | 6–2, 6–4, 6–0                     |
| 1992 | SWE  | Stefan Edberg         | USA       | Pete Sampras          | 3–6, 6–4, 7–6(7–5), 6–2           |
| 1993 | USA  | Pete Sampras          | FRA       | Cédric Pioline        | 6–4, 6–4, 6–3                     |
| 1994 | USA  | Andre Agassi          | GER       | Michael Stich         | 6–1, 7–6(7–5), 7–5                |
| 1995 | USA  | Pete Sampras          | USA       | Andre Agassi          | 6–4, 6–3, 4–6, 7–5                |
| 1996 | USA  | Pete Sampras          | USA       | Michael Chang         | 6–1, 6–4, 7–6(7–3)                |
| 1997 | AUS  | Patrick Rafter        | GBR       | Greg Rusedski         | 6–3, 6–2, 4–6, 7–5                |
| 1998 | AUS  | Patrick Rafter        | AUS       | Mark Philippoussis    | 6–3, 3–6, 6–2, 6–0                |
| 1999 | USA  | Andre Agassi          | USA       | Todd Martin           | 6–4, 6–7(5–7), 6–7(2–7), 6–3, 6–2 |
| 2000 | RUS  | Marat Safin           | USA       | Pete Sampras          | 6–4, 6–3, 6–3                     |
| 2001 | AUS  | Lleyton Hewitt        | USA       | Pete Sampras          | 7–6(7–4), 6–1, 6–1                |
| 2002 | USA  | Pete Sampras          | USA       | Andre Agassi          | 6–3, 6–4, 5–7, 6–4                |
| 2003 | USA  | Andy Roddick          | ESP       | Juan Carlos Ferrero   | 6–3, 7–6(7–2), 6–3                |
| 2004 | SUI  | Roger Federer         | AUS       | Lleyton Hewitt        | 6–0, 7–6(7–3), 6–0                |
| 2005 | SUI  | Roger Federer         | USA       | Andre Agassi          | 6–3, 2–6, 7–6(7–1), 6–1           |
| 2006 | SUI  | Roger Federer         | USA       | Andy Roddick          | 6–2, 4–6, 7–5, 6–1                |
| 2007 | SUI  | Roger Federer         | SRB       | Novak Djokovic        | 7–6(7–4), 7–6(7–2), 6–4           |
| 2008 | SUI  | Roger Federer         | GBR       | Andy Murray           | 6–2, 7–5, 6–2                     |
| 2009 | ARG  | Juan Martín del Potro | SUI       | Roger Federer         | 3–6, 7–6(7–5), 4–6, 7–6(7–4), 6–2 |
| 2010 | ESP  | Rafael Nadal          | SRB       | Novak Djokovic        | 6–4, 5–7, 6–4, 6–2                |
| 2011 | SRB  | Novak Djokovic        | ESP       | Rafael Nadal          | 6–2, 6–4, 6–7(3–7), 6–1           |
| 2012 | GBR  | Andy Murray           | SRB       | Novak Djokovic        | 7–6(12–10), 7–5, 2–6, 3–6, 6–2    |
| 2013 | ESP  | Rafael Nadal          | SRB       | Novak Djokovic        | 6–2, 3–6, 6–4, 6–1                |
| 2014 | CRO  | Marin Čilić           | JPN       | Kei Nishikori         | 6–3, 6–3, 6–3                     |
| 2015 | SRB  | Novak Djokovic        | SUI       | Roger Federer         | 6–4, 5–7, 6–4, 6–4                |
| 2016 | SUI  | Stan Wawrinka         | SRB       | Novak Djokovic        | 6–7(1–7), 6–4, 7–5, 6–3           |
| 2017 | ESP  | Rafael Nadal          | RSA       | Kevin Anderson        | 6–3, 6–3, 6–4                     |
| 2018 | SRB  | Novak Djokovic        | ARG       | Juan Martín del Potro | 6–3, 7–6(7–4), 6–3                |
| 2019 | ESP  | Rafael Nadal          | RUS       | Daniil Medvedev       | 7–5, 6–3, 5–7, 4–6, 6–4           |
| 2020 | AUT  | Dominic Thiem         | GER       | Alexander Zverev      | 2–6, 4–6, 6–4, 6–3, 7–6(8–6)      |
| 2021 | RUS  | Daniil Medvedev       | SRB       | Novak Djokovic        | 6–4, 6–4, 6–4                     |
| 2022 | ESP  | Carlos Alcaraz        | NOR       | Casper Ruud           | 6–4, 2–6, 7–6(7–1), 6–3           |
| 2023 | SRB  | Novak Djokovic        | Main Page | Daniil Medvedev       | 6–3, 7–6(7–5), 6–3                |
| 2024 | ITA  | Jannik Sinner         | USA       | Taylor Fritz          | 6–3, 6–4, 7–5                     |

## Statistici Era Open

### Campioni multipli
| Jucător              | Open era | Ani                          |
| -------------------- | -------- | ---------------------------- |
| Pete Sampras (USA)   | 5        | 1990, 1993, 1995, 1996, 2002 |
| Jimmy Connors (USA)  | 5        | 1974, 1976, 1978, 1982, 1983 |
| Roger Federer (SUI)  | 5        | 2004, 2005, 2006, 2007, 2008 |
| John McEnroe (USA)   | 4        | 1979, 1980, 1981, 1984       |
| Rafael Nadal (ESP)   | 4        | 2010, 2013, 2017, 2019       |
| Novak Djokovic (SRB) | 3        | 2011, 2015, 2018             |
| Ivan Lendl (TCH)     | 3        | 1985, 1986, 1987             |
| Andre Agassi (USA)   | 2        | 1994, 1999                   |
| Stefan Edberg (SWE)  | 2        | 1991, 1992                   |
| Patrick Rafter (AUS) | 2        | 1997, 1998                   |

### Campioni după țară
| Țară                       | Open Era | Primul titlu | Ultimul titlu |
| -------------------------- | -------- | ------------ | ------------- |
| Statele Unite ale Americii | 19       | 1968         | 2003          |
| Australia                  | 6        | 1969         | 2001          |
| Elveția                    | 6        | 2004         | 2016          |
| Spania                     | 5        | 1975         | 2019          |
| Cehoslovacia               | 3        | 1985         | 1987          |
| Serbia                     | 3        | 2011         | 2018          |
| Suedia                     | 3        | 1988         | 1992          |
| Argentina                  | 2        | 1977         | 2009          |
| Rusia                      | 2        | 2000         | 2001          |
| România                    | 1        | 1972         | 1972          |
| Germania                   | 1        | 1989         | 1989          |
| Regatul Unit               | 1        | 2012         | 2012          |
| Croația                    | 1        | 2014         | 2014          |
| Austria                    | 1        | 2020         | 2020          |
| Italia                     | 1        | 2024         | 2024          |